# Shadow Mountain Trail
Le Shadow Mountain Trail est un sentier de randonnée américain dans le comté de Grand, au Colorado. Protégé au sein du parc national de Rocky Mountain, il est inscrit au Registre national des lieux historiques depuis le 5 mars 2008. Il permet d'atteindre le Shadow Mountain Lookout, une tour de guet au Registre national des lieux historiques depuis le 2 août 1978.